# Alexandra Edebo
Alexandra Edebo (3 maart 1996) is een Zweedse freestyleskiester.

## Carrière
Bij haar wereldbekerdebuut, in januari 2017 in Idre Fjäll, scoorde Edebo direct wereldbekerpunten. Een jaar later behaalde de Zweedse in Idre Fjäll haar eerste toptienklassering in een wereldbekerwedstrijd. In februari 2020 stond ze in Megève voor de eerste maal in haar carrière op het podium van een wereldbekerwedstrijd. Op 15 december 2020 boekte Edebo in Arosa haar eerste wereldbekerzege. Op de wereldkampioenschappen freestyleskiën 2021 in Idre Fjäll eindigde de Zweedse als achtste op de skicross.

## Resultaten

### Wereldkampioenschappen
| Jaar | Plaats     | Resultaten  |
| ---- | ---------- | ----------- |
| 2021 | Idre Fjäll | 8e Skicross |

### Wereldbeker
Eindklasseringen
| Seizoen   | Algm | SX  |
| --------- | ---- | --- |
| 2016/2017 | 167e | 28e |
| 2017/2018 | 141e | 26e |
| 2018/2019 | 119e | 24e |
| 2019/2020 | 17e  | 5e  |

Wereldbekerzeges
| Datum            | Plaats | Onderdeel |
| ---------------- | ------ | --------- |
| 15 december 2020 | Arosa  | Skicross  |